# Monte Pelvoux
El Monte Pelvoux  es una montaña del Macizo des Écrins en los Alpes franceses. Tiene una altitud de 3.946 m.
Durante muchos años, se creyó que el Mont Pelvoux era la montaña más alta de la región, ya que la Barre des Écrins más alta no se puede ver desde el valle del Durance.
La cima de la montaña se llama Pointe Puiseux. Hay tres subpicos:
- Pointe Durand   3,932 m
- Petit Pelvoux   3,753 m
- Trois Dents du Pelvoux   3,682 m